# Excorallana delaneyi
Excorallana delaneyi là một loài chân đều trong họ Corallanidae. Loài này được Stone & Heard miêu tả khoa học năm 1989.